# Marais-Vernier
Marais-Vernier ist eine französische Gemeinde mit 473 Einwohnern (Stand 1. Januar 2022) im Département Eure in der Normandie (vor 2016 Haute-Normandie). Sie gehört zum Arrondissement Bernay und zum Kanton Bourg-Achard. Die Einwohner werden Maraiquais genannt. 

## Geographie
Marais-Vernier liegt etwa 21 Kilometer ostsüdöstlich von Le Havre an der Seine, die die Gemeinde im Norden begrenzt. Umgeben wird Marais-Vernier von den Nachbargemeinden Tancarville im Norden, Quillebeuf-sur-Seine im Nordosten, Saint-Aubin-sur-Quillebeuf im Osten, Bouquelon im Südosten und Süden, Saint-Samson-de-la-Roque im Südwesten und Westen sowie La Cerlangue im Nordwesten. 
Durch die Gemeinde führen die Autoroute A131 und die Route nationale 182 über die Seine.

## Bevölkerungsentwicklung
| Jahr                       | 1962 | 1968 | 1975 | 1982 | 1990 | 1999 | 2010 | 2020 |
| Einwohner                  | 508  | 495  | 502  | 464  | 480  | 455  | 492  | 475  |
| Quellen: Cassini und INSEE |      |      |      |      |      |      |      |      |

## Sehenswürdigkeiten
- Kirche Saint-Laurent aus dem 12. Jahrhundert, Umbauten aus dem 15. und 16. Jahrhundert, Monument historique seit 1932
- Schloss aus dem 17. Jahrhundert
- Herrenhaus von La Côte aus dem 16. Jahrhundert
- Herrenhaus von Le Bout-d’Aval aus dem 17. Jahrhundert
- Pont de Tancarville, Hängebrücke über die Seine

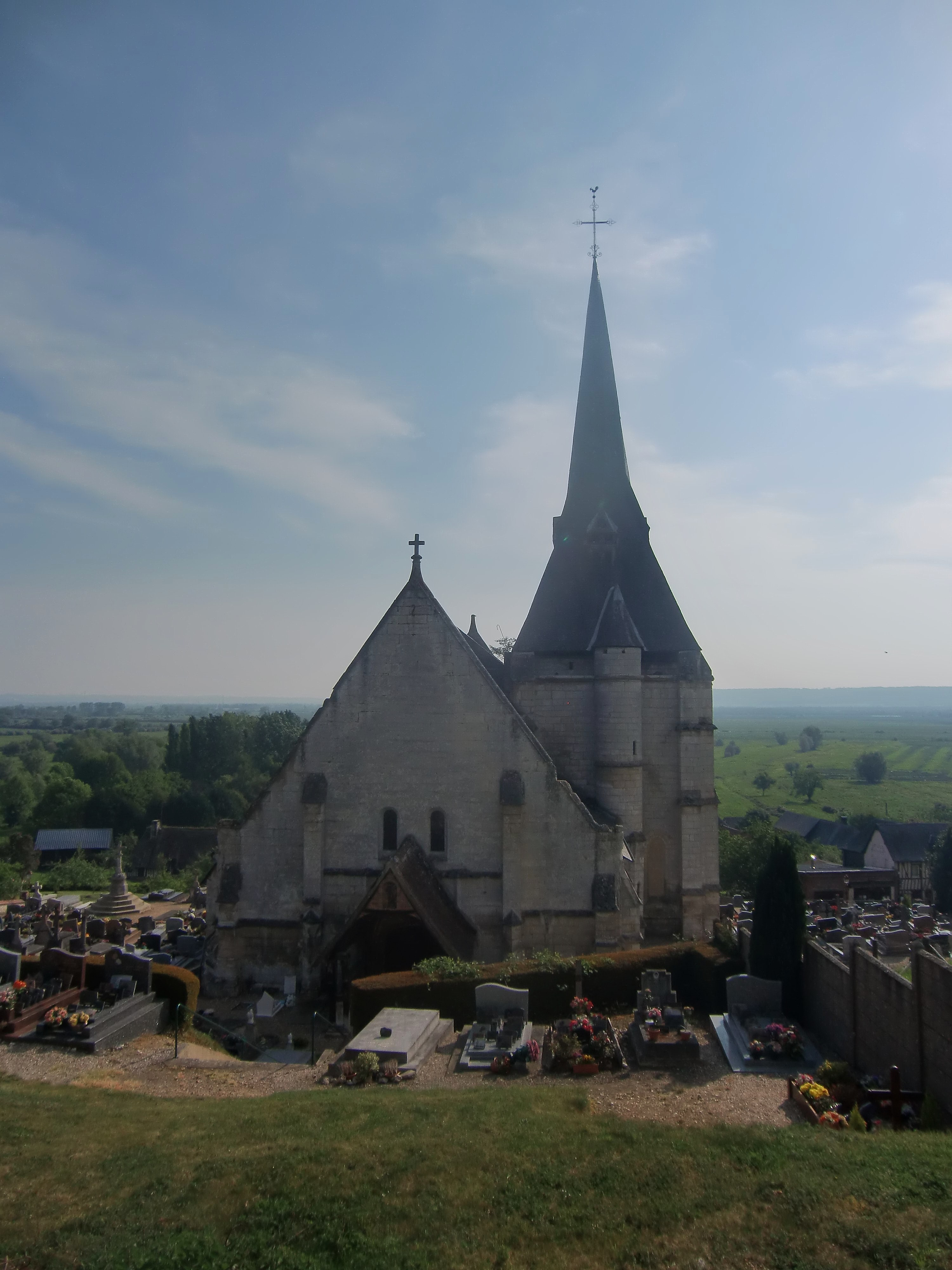
Kirche Saint-Laurent
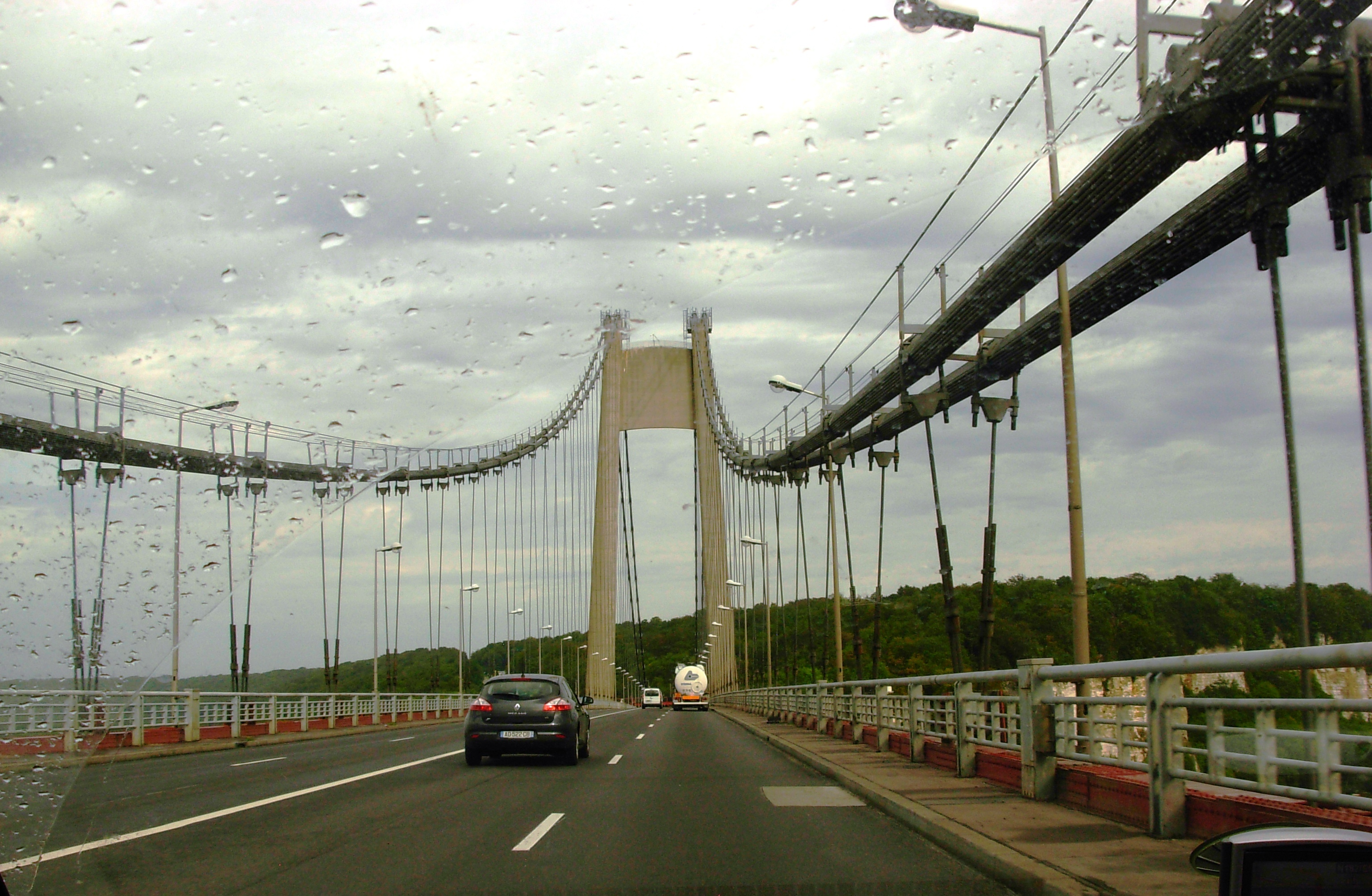
Hängebrücke über die Seine (Brücke von Tancarville)
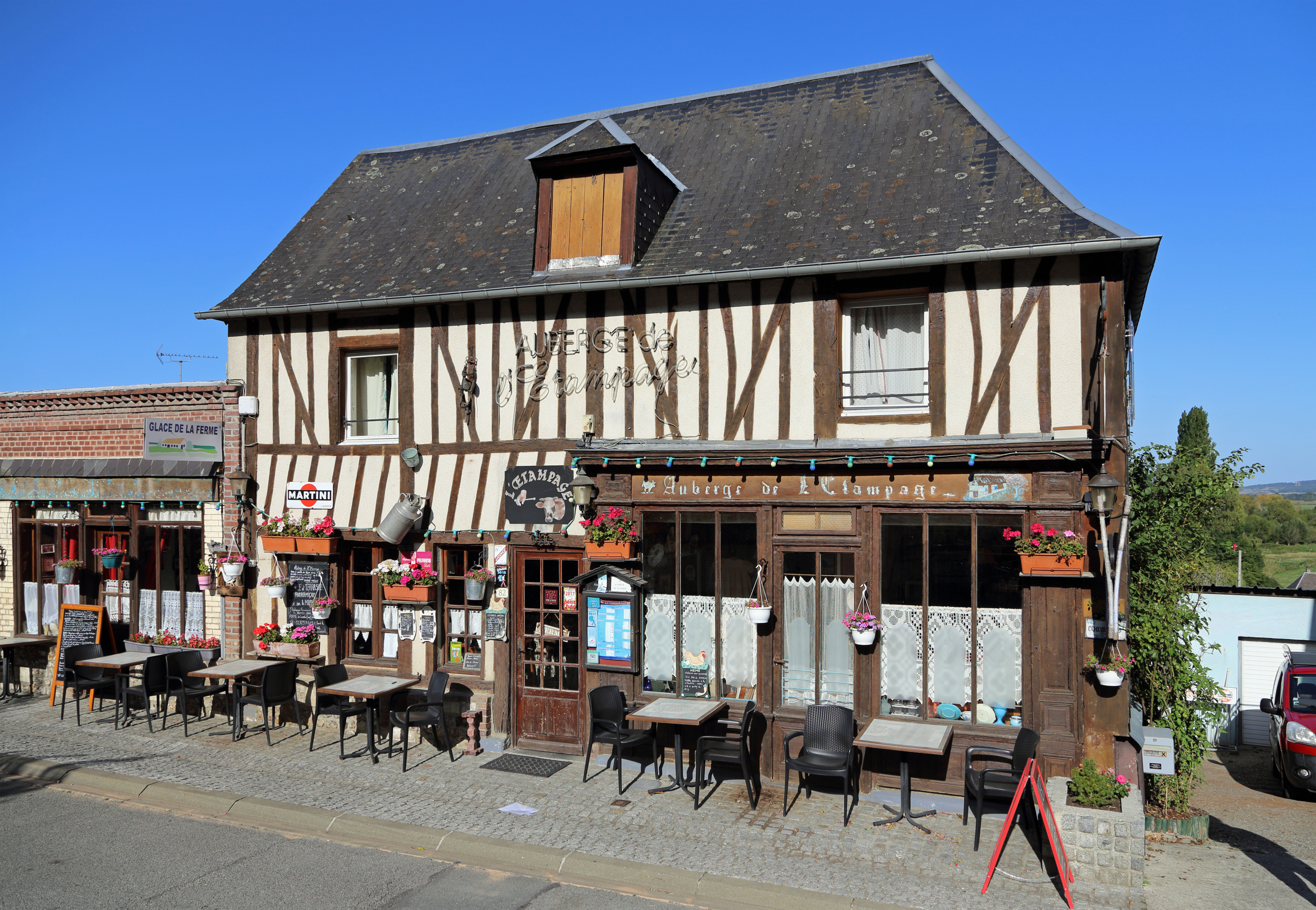
Gasthof L'étampage

## Gemeindepartnerschaft
Mit der belgischen Gemeinde Oudenburg besteht seit 1979 eine Partnerschaft.